# Kaitano Tembo
Kaitano Tembo (ur. 22 lipca 1970) – zimbabwejski piłkarz grający na pozycji obrońcy.

## Kariera klubowa
Karierę piłkarską Tembo rozpoczął w klubie Dynamos Harare. W jego barwach zadebiutował w zimbabwejskiej Premier League. Swój pierwszy sukces w karierze osiągnął w 1994 roku, gdy wywalczył mistrzostwo Zimbabwe. Po tytuł mistrzowski sięgnął także w latach 1995 i 1997. Wraz z zespołem Dynamos zdobył też Puchar Niepodległości Zimbabwe w 1995 roku i Puchar Zimbabwe w 1996 roku.
W 1998 roku Tembo przeszedł z Dynamos do południowoafrykańskiego klubu Seven Stars z Kapsztadu. W 1999 roku po połączeniu się go z Cape Town Spurs i utworzeniu Ajaksu Kapsztad Zimbabwejczyk odszedł do Supersport United z Pretorii. W 2002 roku osiągnął pierwszy sukces z Supersport, gdy został mistrzem Premier Soccer League. W 2003 roku powtórzył to osiągnięcie, a w 2004 zajął 4. miejsce w lidze. Swoją karierę sportową zakończył w 2006 roku w wieku 36 lat.
| Sezon   | Klub              | Kraj              | Rozgrywki      | Mecze | Bramki |
| ------- | ----------------- | ----------------- | -------------- | ----- | ------ |
| 1993    | Dynamos Harare    | Zimbabwe          | Premier League | 17    | 2      |
| 1994    | Dynamos Harare    | Zimbabwe          | Premier League | 29    | 0      |
| 1995    | Dynamos Harare    | Zimbabwe          | Premier League | 31    | 1      |
| 1996    | Dynamos Harare    | Zimbabwe          | Premier League | 24    | 2      |
| 1997    | Dynamos Harare    | Zimbabwe          | Premier League | 21    | 1      |
| 1998/99 | Seven Stars       | Południowa Afryka | Premier League | 34    | 4      |
| 1999/00 | Supersport United | Południowa Afryka | Premier League | 21    | 1      |
| 2000/01 | Supersport United | Południowa Afryka | Premier League | 29    | 1      |
| 2001/02 | Supersport United | Południowa Afryka | Premier League | 35    | 3      |
| 2002/03 | Supersport United | Południowa Afryka | Premier League | 30    | 0      |
| 2003/04 | Supersport United | Południowa Afryka | Premier League | 28    | 0      |
| 2004/05 | Supersport United | Południowa Afryka | Premier League | 4     | 0      |
| 2005/06 | Supersport United | Południowa Afryka | Premier League | 2     | 0      |

## Kariera reprezentacyjna
W reprezentacji Zimbabwe Tembo zadebiutował w 1997 roku. W 2004 roku w Pucharze Narodów Afryki 2004 rozegrał 2 mecze: z Egiptem (1:2) i z Algierią (2:1).